# Aéroport international Roi-Hussein
L'aéroport international Roi-Hussein (code IATA : AQJ • code OACI : OJAQ), est un aéroport situé à Aqaba, en Jordanie.

## Situation
| Amman · (civil) Prince-Hassan Amman · Reine-Alia Aqaba |

## Compagnies aériennes et destinations
| Compagnies        | Destinations |
| ----------------- | --- |
| Air Cairo         | Le Caire |
| EasyJet           | En saison : Berlin-Brandebourg, Genève-Cointrin, Londres-Gatwick, Manchester, Milan-Malpensa                                        |
| Jordan Aviation   | Amman-Reine-Alia |
| Nordwind Airlines | En saison charter : Moscou Chérémétiévo                                                                                             |
| Royal Jordanian   | Amman-Reine-Alia |
| Ryanair           | En saison : Athènes E.-Venizélos, Bergame-Orio al Serio, Cologne/Bonn-K. Adenauer, Rome - G. B. Pastine (Ciampino), Sofia-Vrajdebna |
| Turkish Airlines  | Istanbul |
| Ural Airlines     | En saison charter : Moscou-Domodédovo                                                                                               |
| Wizz Air          | En saison : Budapest-Ferenc Liszt, Bucarest-H. Coandă, Rome Léonard-de-Vinci/Fiumicino, Vienne-Schwechat                            |

Edité le 06/10/2021